# کوه اوتمانو
کوه اوتِمانو (به انگلیسی: Mount Otemanu)، (به فرانسوی: Mont ʻOteman) کوهی است که در و در جزیره بورا بورا در جزایر بادپناه از مجمع الجزایر انجمن و در پلی نزی فرانسه در جنوب اقیانوس آرام واقع شده است. این کوه با ارتفاع ۷۲۷ متری (۲٬۳۸۵ فوت) از سطح دریا، بلندترین نقطه جزیره است. کوه اوتمانو یک آتشفشان خاموش است.

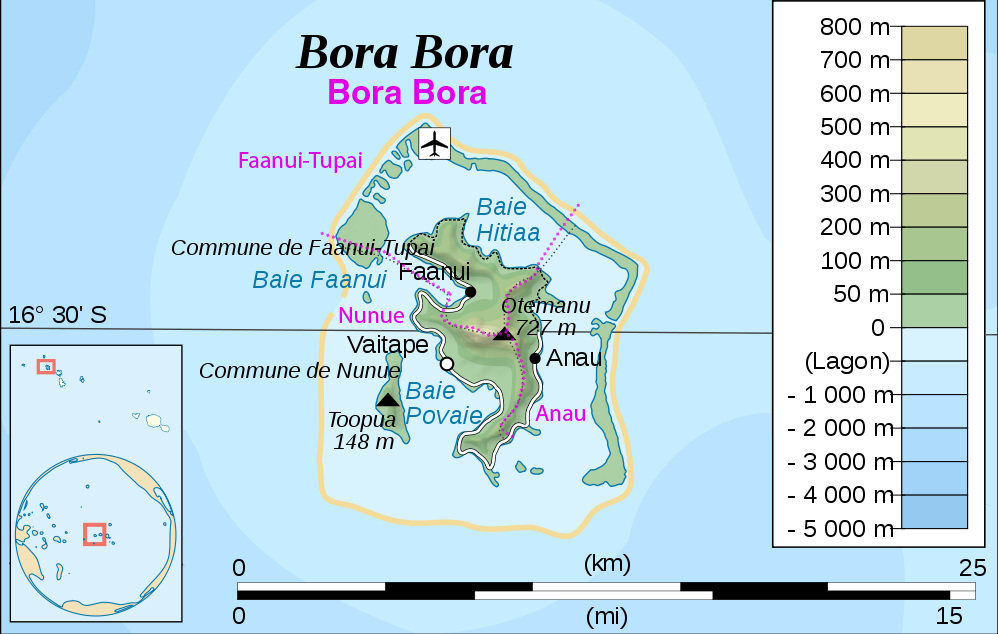
کوه اوتمانو در مرکز بورا بوراقرار دارد

این کوه یک جاذبه توریستی مهم در بورا بورا برای پیاده‌روی و عکاسی است. و در مرکز این جزیره قرار دارد. در این کوه هیچ سکونتگاه یا ساکنان عمده ای وجود ندارد که نمای آن را اشغال کند. در کنار کوه اوتمانو قله کوچکتر پاهیا قرار دارد. کوه اوتمانو را می‌توان از هر نقطه در جزیره مشاهده کرد.

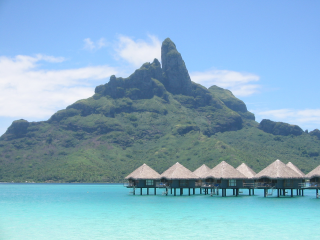
کوه اوتمانو در نزدیکی استراحتگاه چهارفصل در بورا بورا

## نگارخانه

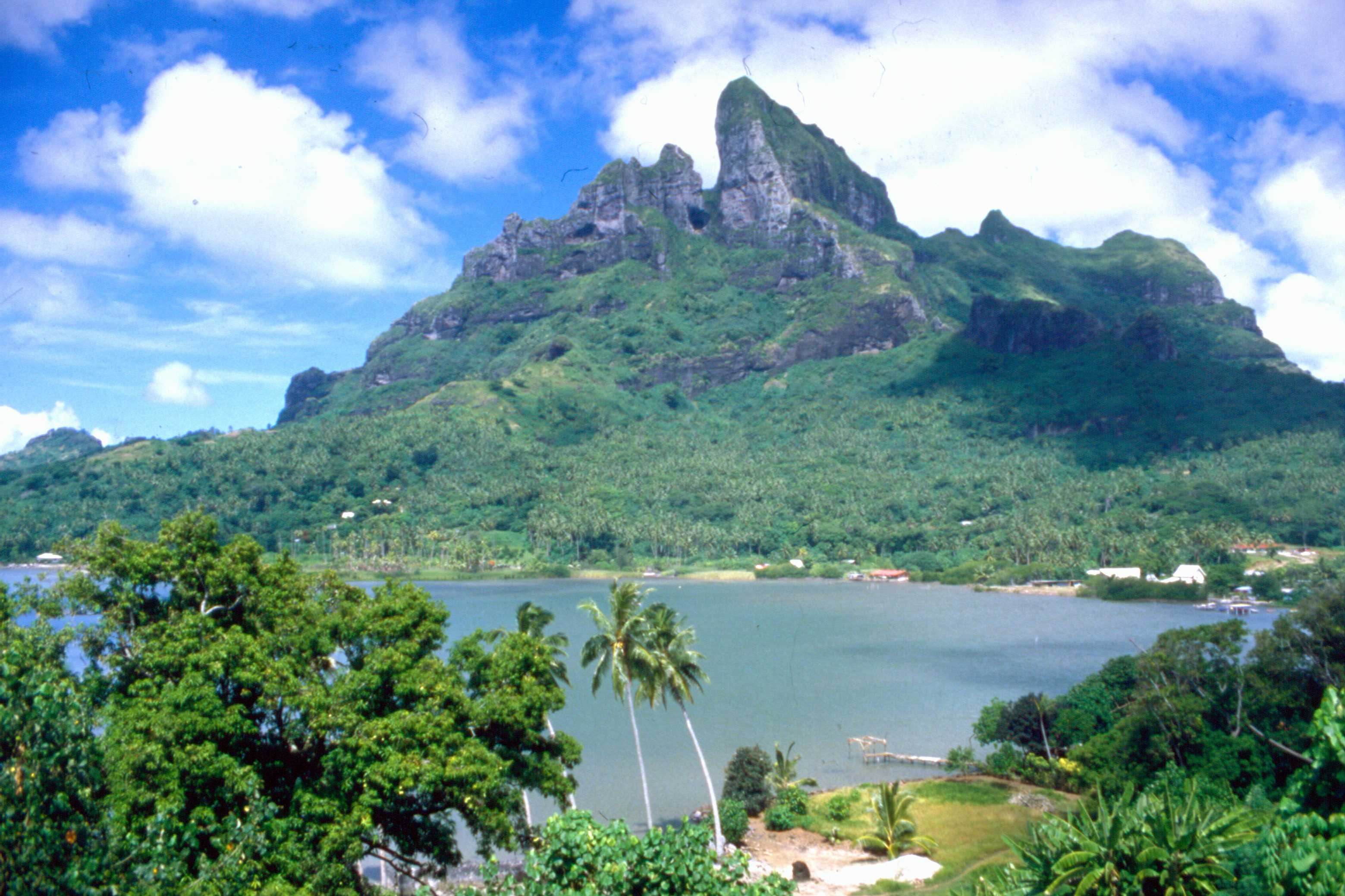
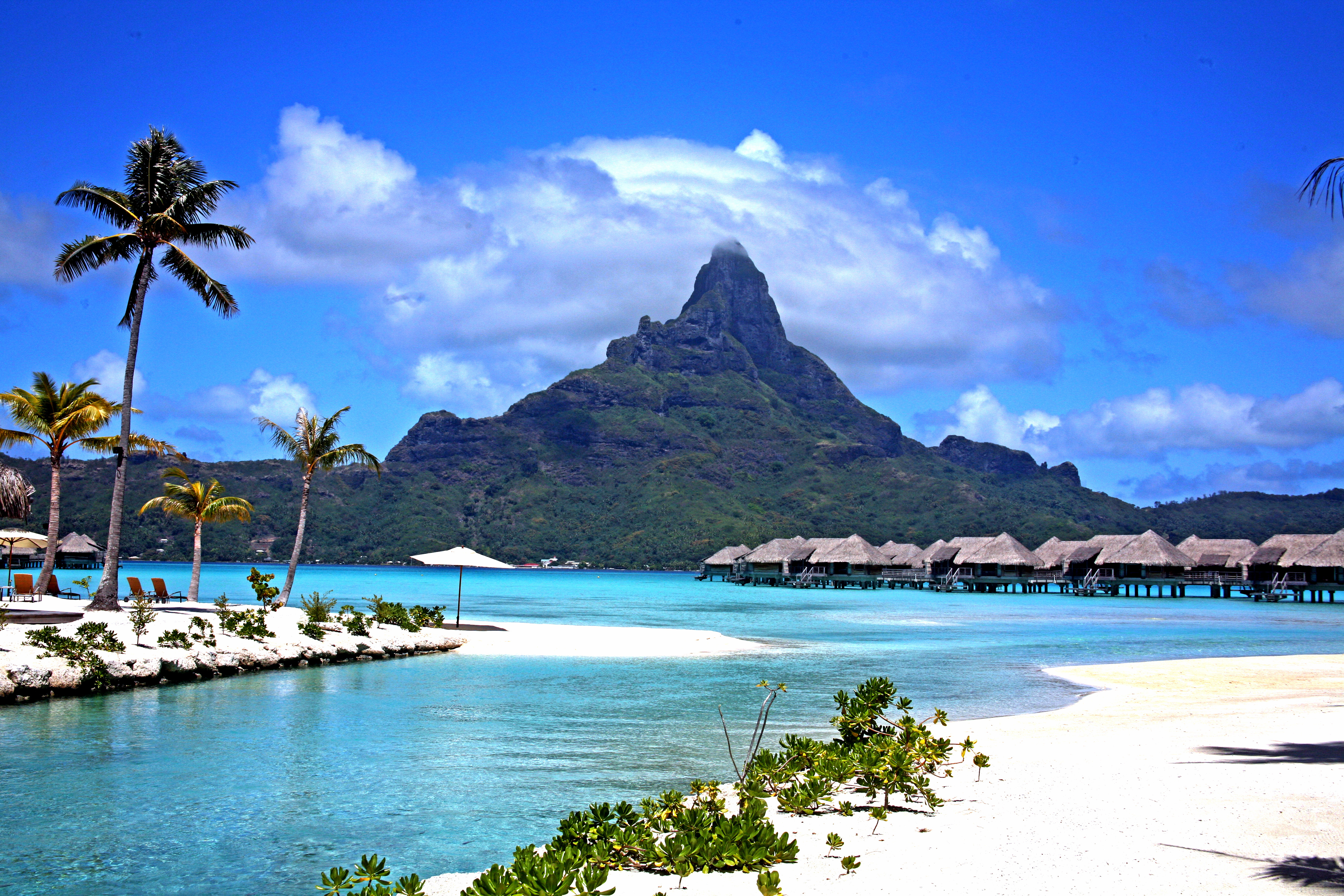
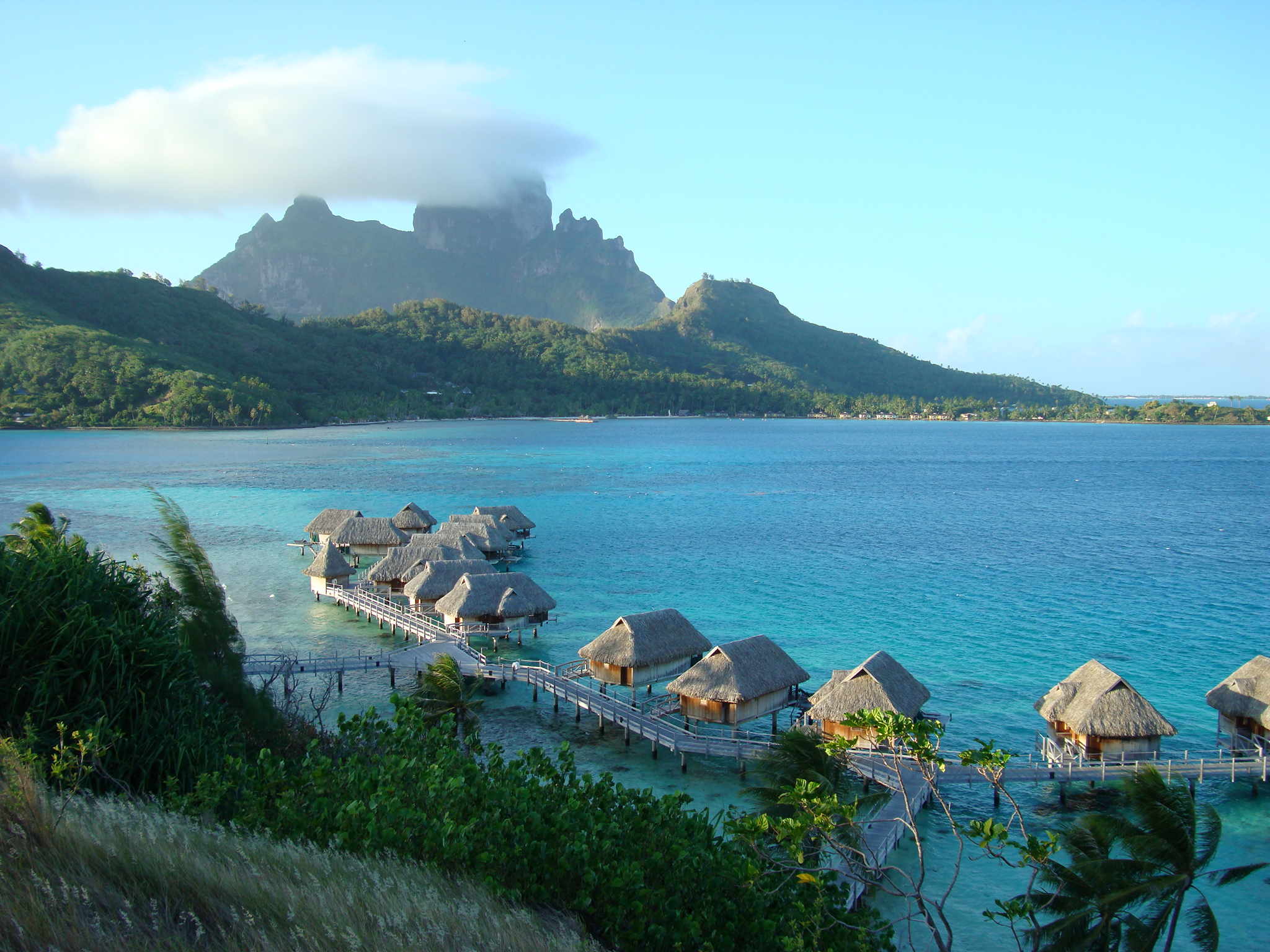
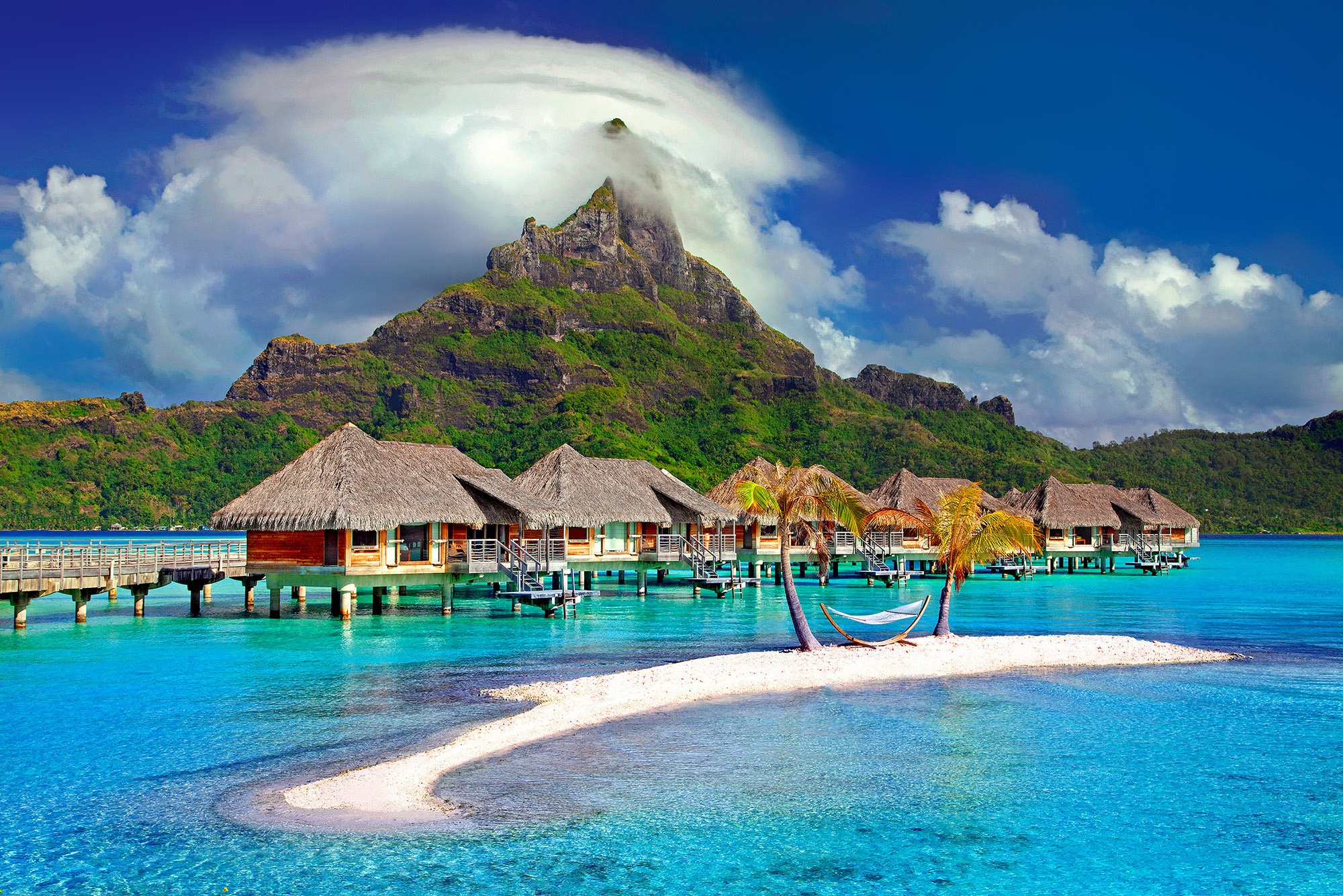
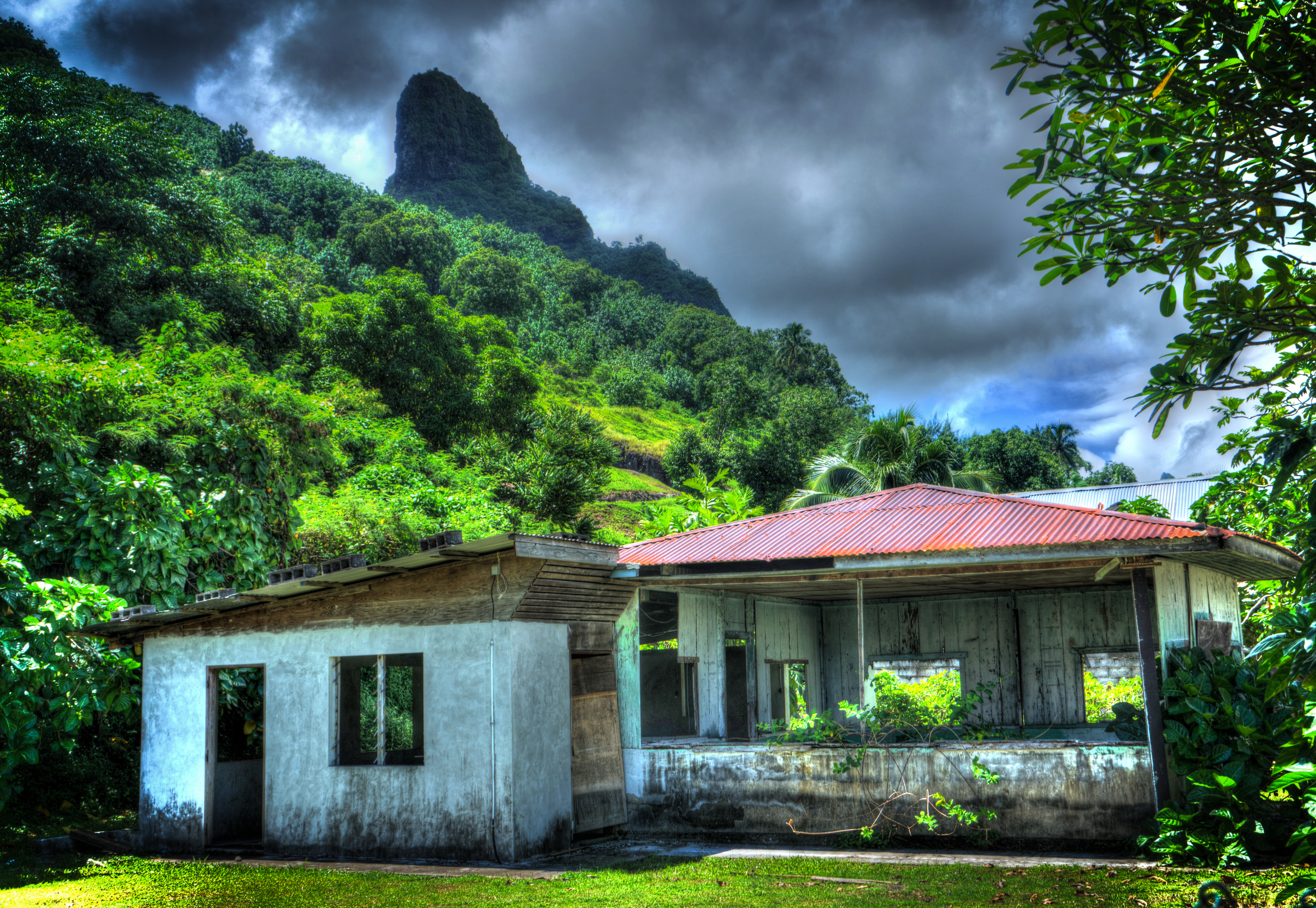
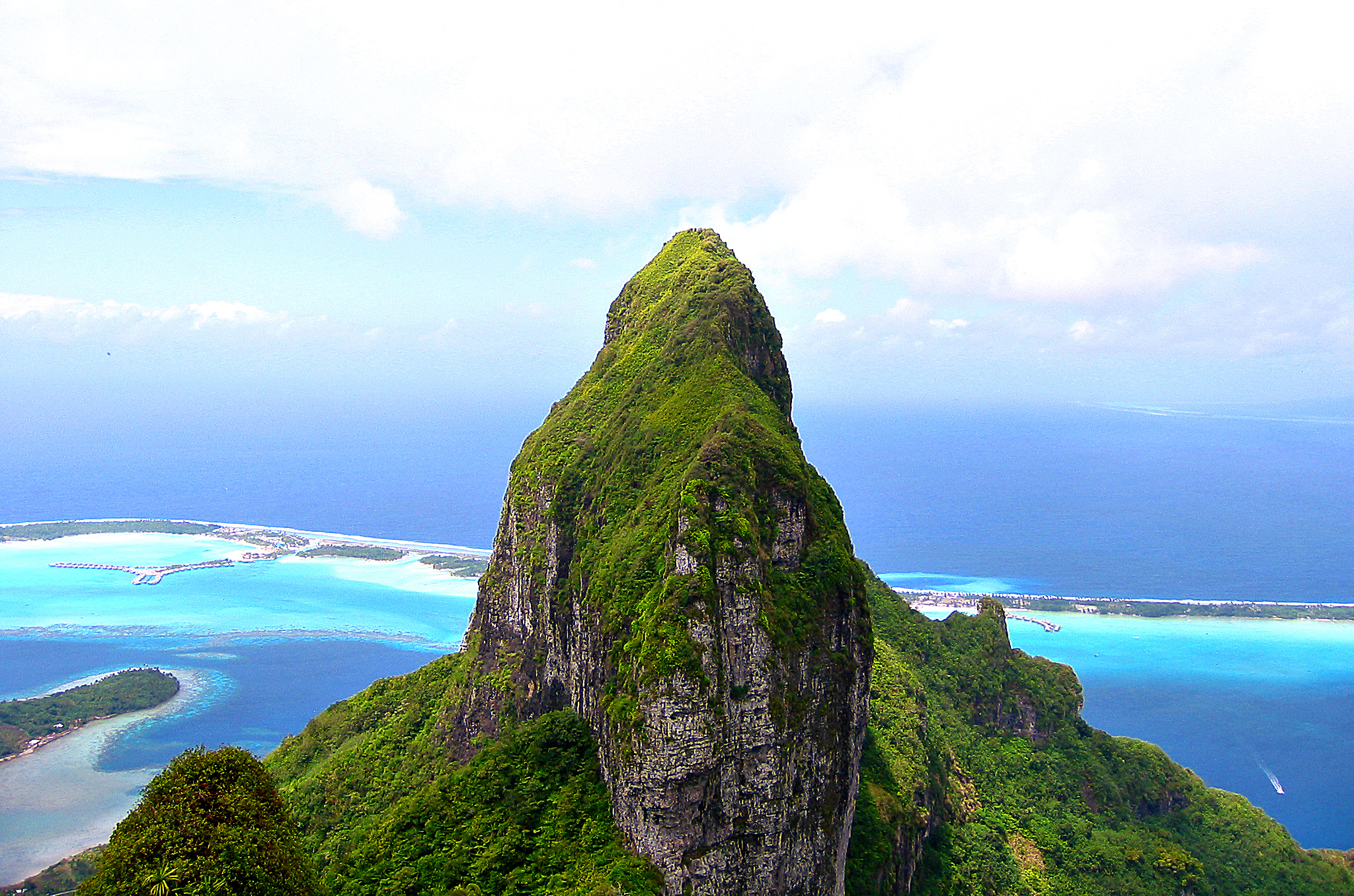
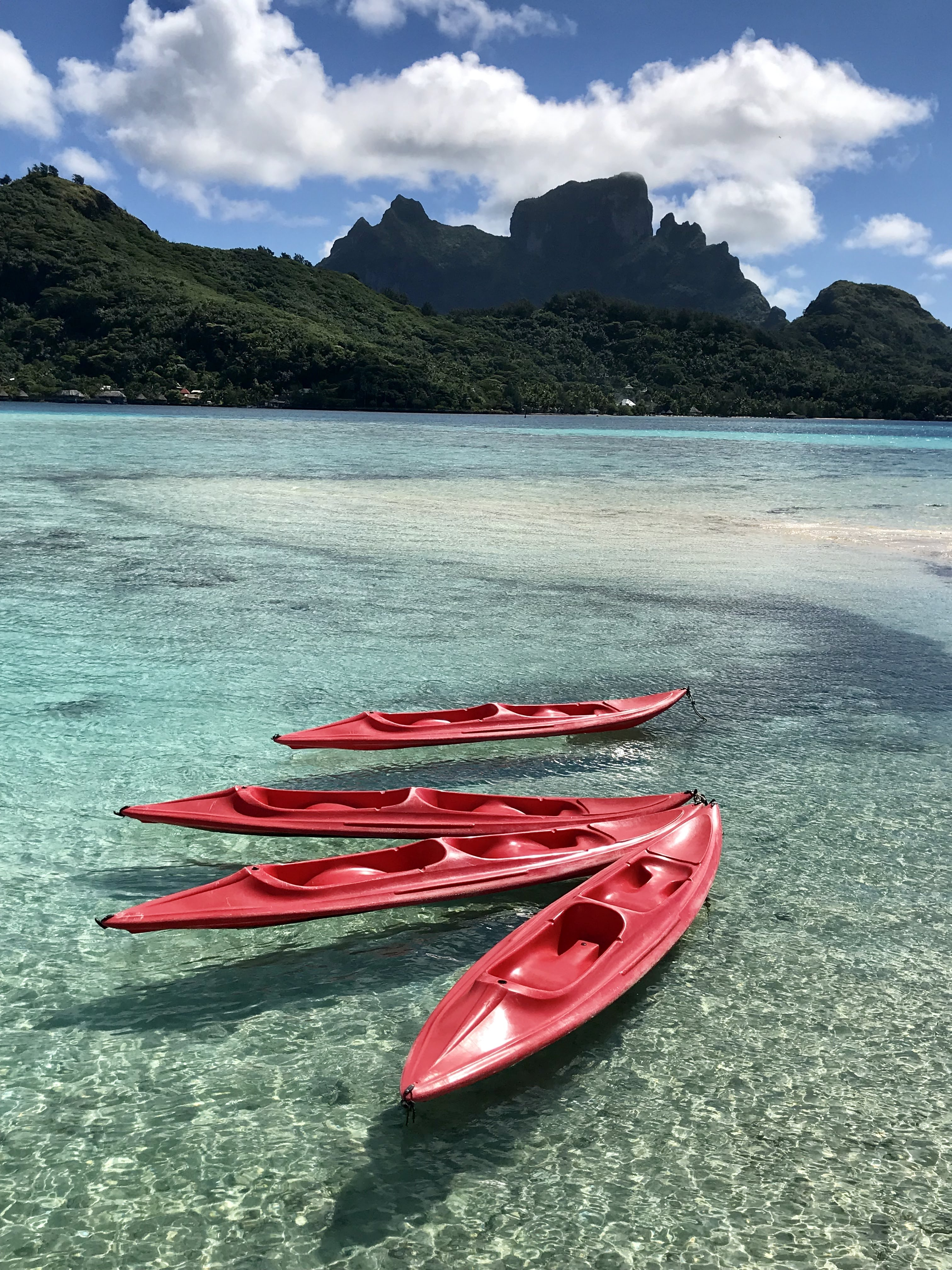
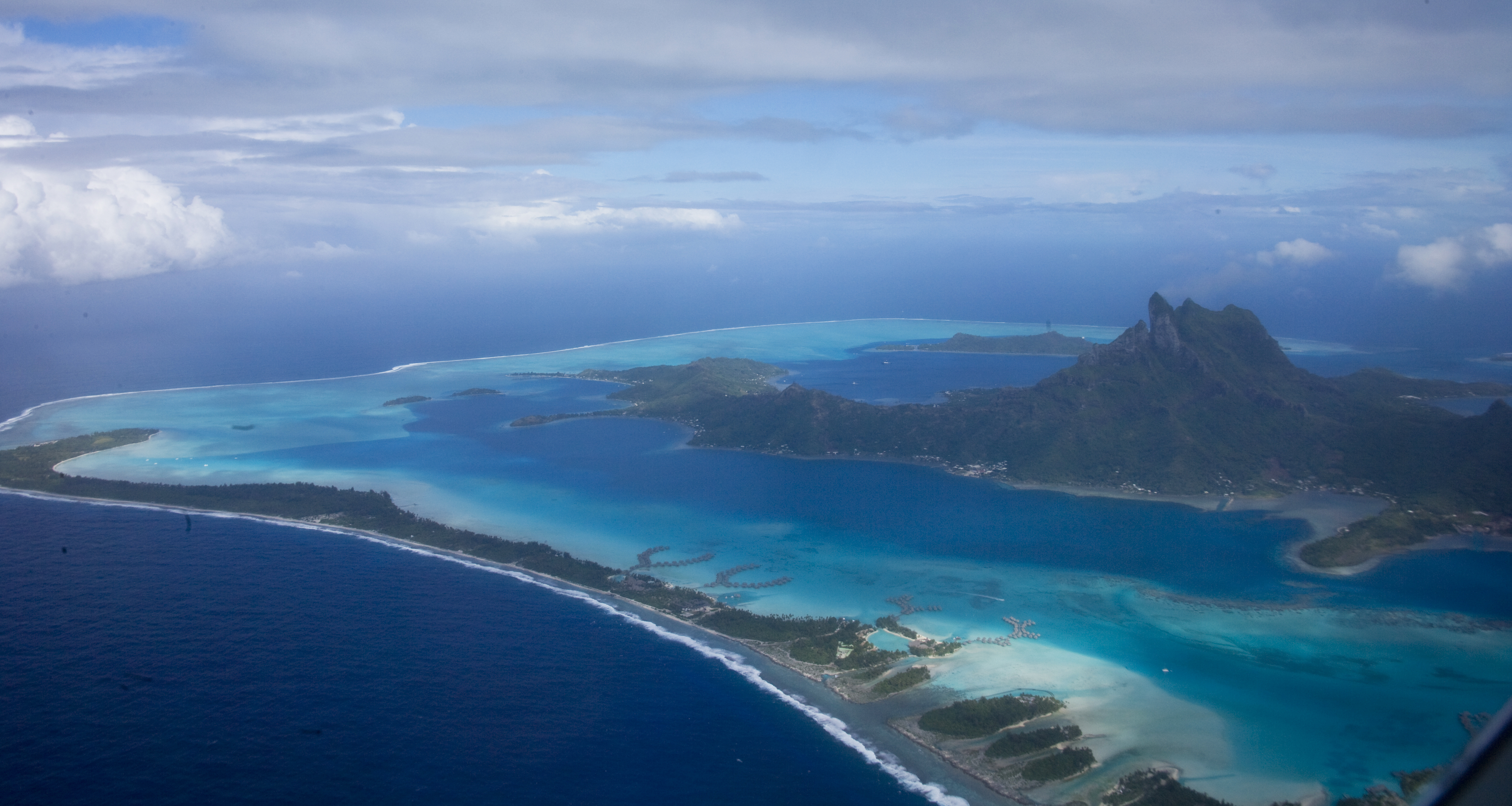
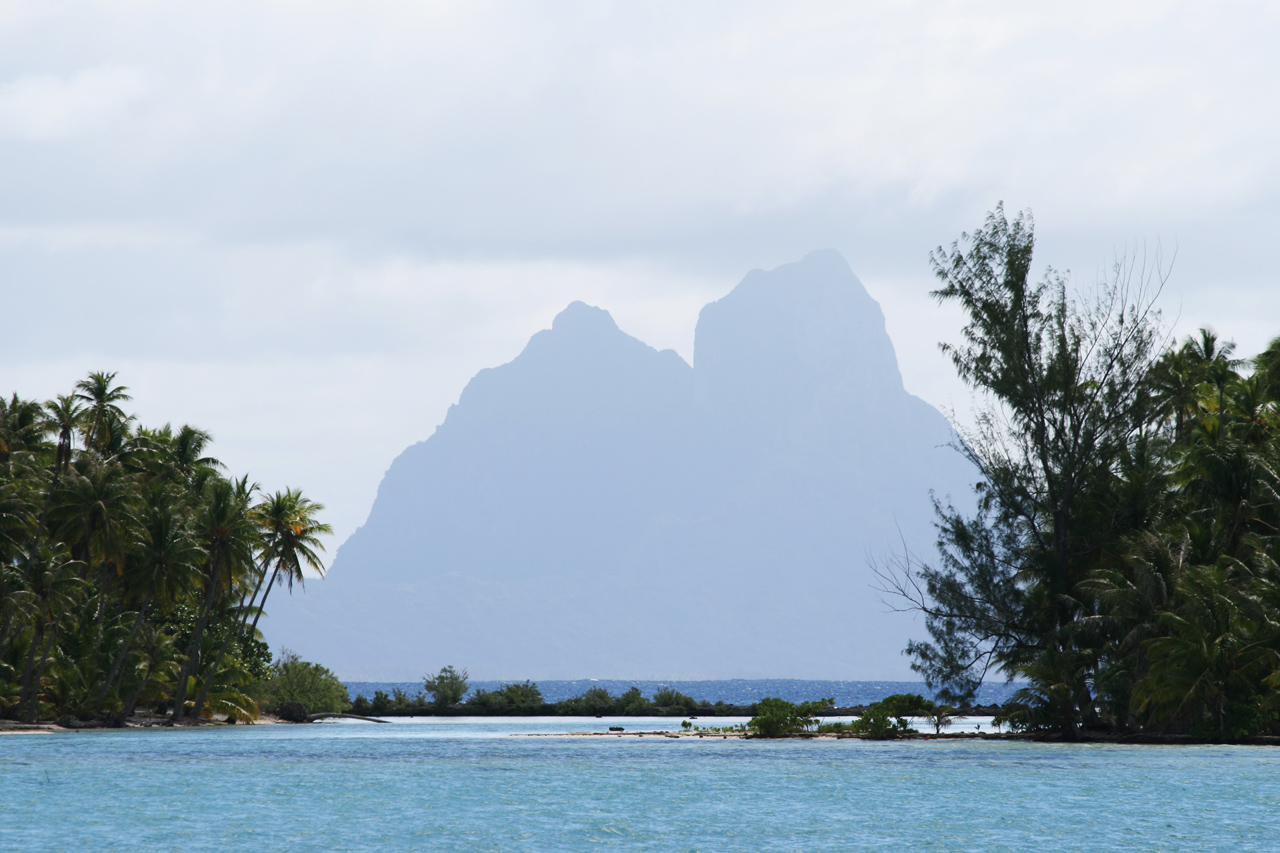
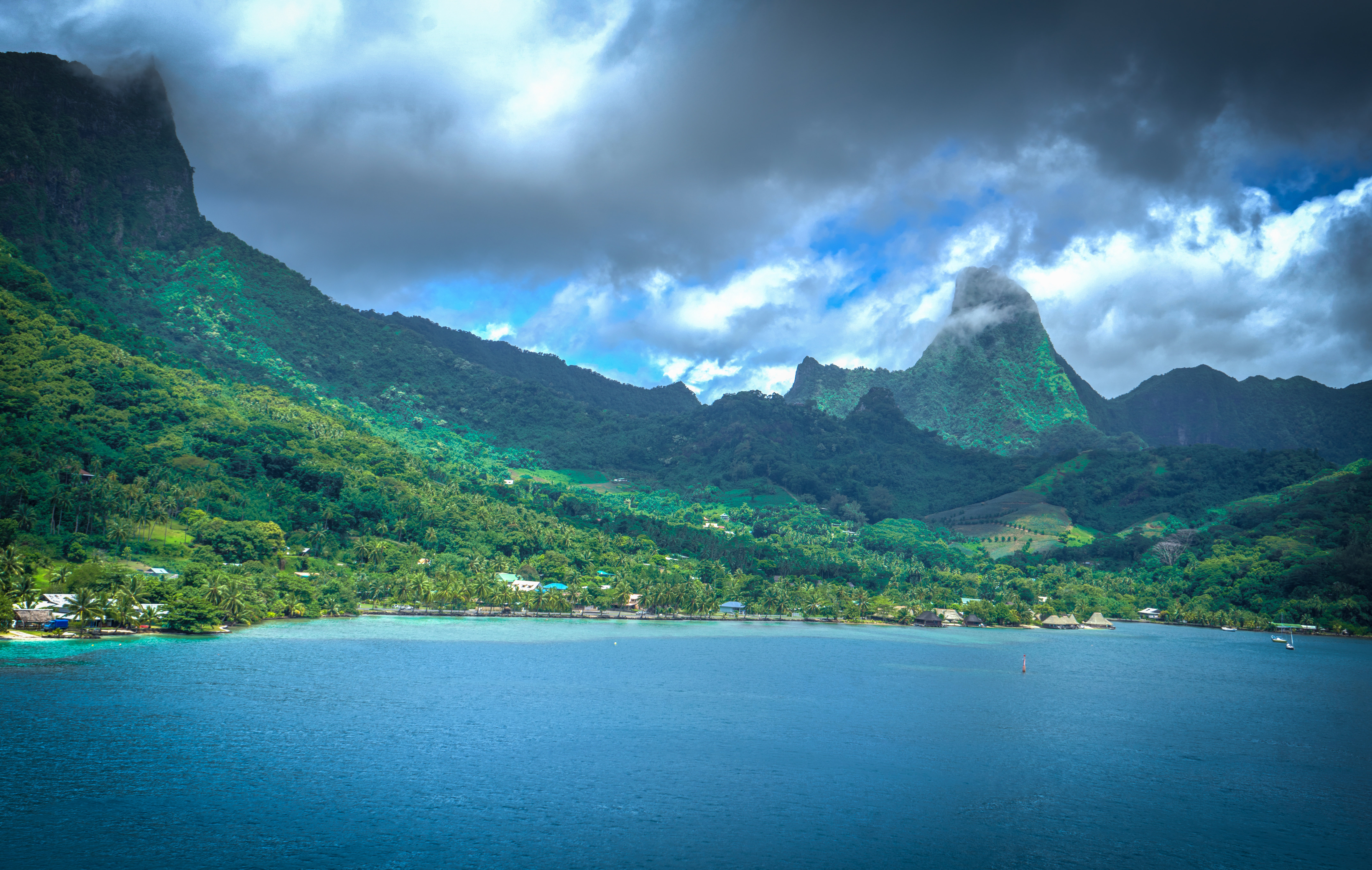